# Rosy Bindi

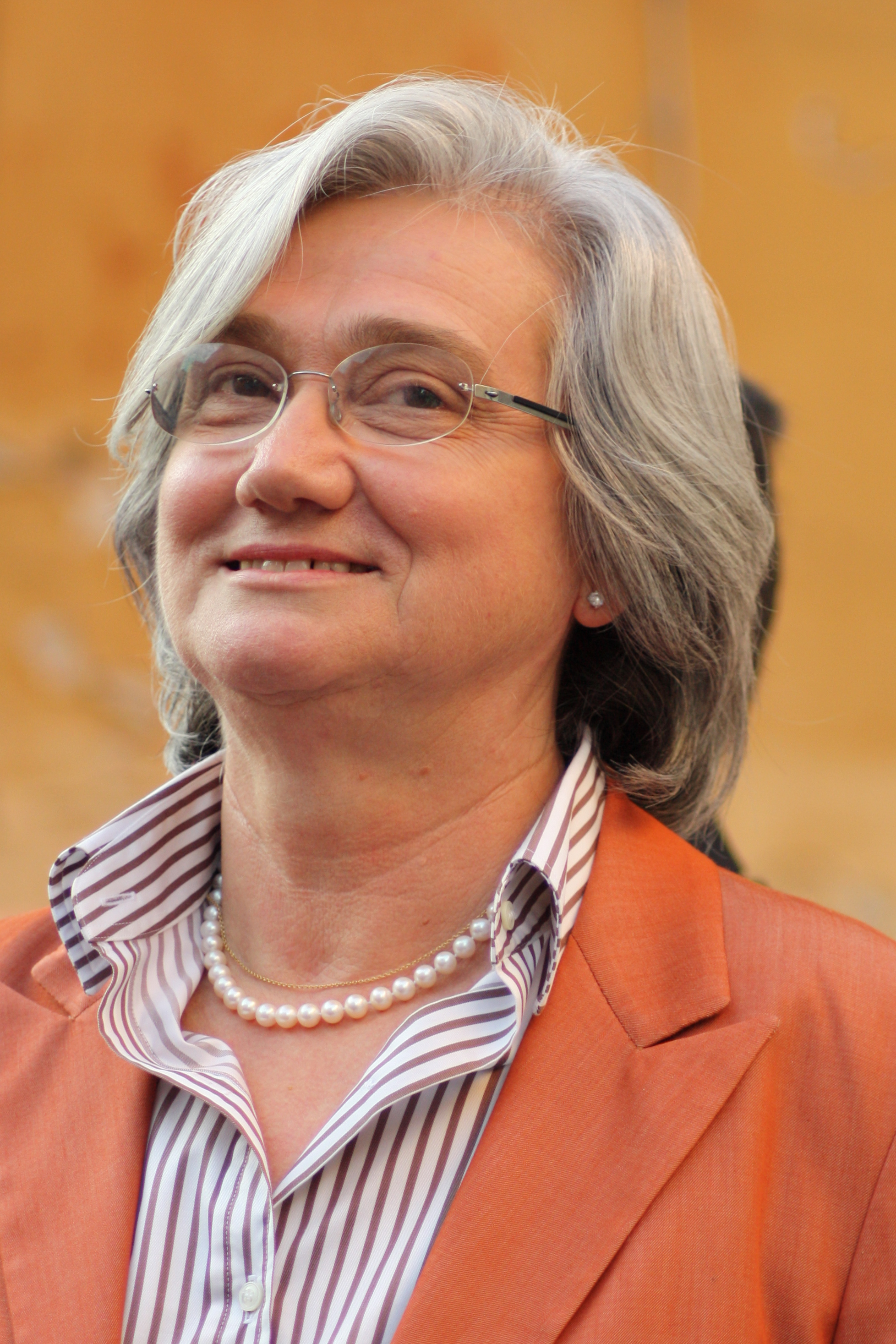
Rosy Bindi (2011)

Maria Rosaria Bindi, genannt Rosy Bindi (* 12. Februar 1951 in Sinalunga, Provinz Siena) ist eine italienische Politikerin (DC, PPI, DL, PD) und eine der Initiatoren der Demokratischen Partei, deren Präsidentin sie von 2009 bis 2013 war. Zudem war sie von 1996 bis 2000 Gesundheitsministerin, von 2006 bis 2008 Familienministerin und von 2008 bis 2013 Vizepräsidentin der italienischen Abgeordnetenkammer.

## Politische Karriere
Nach ihrem Politikwissenschaft-Studium an der Privatuniversität LUISS in Rom war Rosy Bindi Assistentin des renommierten Verwaltungsrechtlers Vittorio Bachelet, der am 12. Februar 1980 in ihrem Beisein von den Roten Brigaden an der römischen Universität La Sapienza ermordet wurde. Danach war sie bis 1989 als wissenschaftliche Mitarbeiterin an der Universität Siena tätig.
Sie engagierte sich im italienischen Jugendverband der Katholischen Aktion, deren stellvertretende Vorsitzende sie von 1984 bis 1989 war. 1989 wurde sie Mitglied der Democrazia Cristiana (DC) und kandidierte erfolgreich für das Europäische Parlament, dem sie bis 1994 angehörte. Sie war Mitglied der christdemokratischen EVP-Fraktion (1992–94 Mitglied des Fraktionsvorstands) sowie zunächst stellvertretende Vorsitzende des Entwicklungsausschusses (1989–92), dann Vorsitzende des Petitionsausschusses (1992–94).

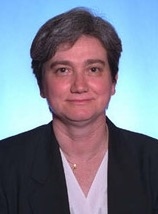
Porträt Bindis im Jahr 1996

Nach der Auflösung der DC schloss sie sich der Partito Popolare Italiano an, als deren Vertreterin sie 1994 in die italienische Abgeordnetenkammer gewählt wurde. Als Mitstreiterin des unter Romano Prodi entstandenen Mitte-links-Bündnisses L’Ulivo wurde sie 1996 Gesundheitsministerin in Prodis erstem Kabinett und bekleidete diese Funktion auch in den beiden nachfolgenden Regierungen Massimo D’Alemas.
2001 schloss sie sich der christdemokratischen Neugründung Democrazia è Libertà – La Margherita an, wurde zum dritten Mal in Folge für ihren Wahlkreis Cortona (Provinz Arezzo) in die Abgeordnetenkammer gewählt und arbeitete dort im Sozialausschuss mit. 2006 gewann sie erneut ihren toskanischen Wahlkreis und diente von Mai 2006 bis Mai 2008 als Familienministerin im zweiten Kabinett von Romano Prodi. Ihr Name wird seither auch mit dem erfolglosen Gesetzentwurf zur Anerkennung eingetragener Lebenspartnerschaften (DiCo = Diritti e doveri delle persone stabilmente conviventi) in Verbindung gebracht, welcher von ihrem Ministerium erarbeitet wurde und auf harsche Kritik, besonders aus kirchlichen Kreisen, stieß.
Bindi war eine frühe Befürworterin der Idee einer Sammelpartei des Mitte-links-Spektrums. Als diese Gestalt annahm, wurde sie am 23. Mai 2007 in das Gründungskomitee der Demokratischen Partei (PD) berufen. Sie bewarb sich auch für den Vorsitz der aus Links- und Christdemokraten neu gebildeten Partei. Zu den Unterstützern ihrer Kandidatur zählten Arturo Parisi und Ugo Perone. Bei der am 14. Oktober 2007 durchgeführten Urabstimmung in der italienischen Bevölkerung unterlag sie mit 12,9 % der Stimmen jedoch deutlich ihrem Mitbewerber Walter Veltroni (75,8 %). Innerhalb der Partei fungierte sie als Sprecherin der Strömung Democratici Davvero („Wirkliche Demokraten“), die nach ihrer Anführerin auch Bindiani genannt wurden. In der Wahl zum Nachfolger Veltronis im Oktober 2009 unterstützte sie Pier Luigi Bersani, der die Abstimmung gewann. Im November 2009 wurde sie auf dem Parteitag in Rom in das repräsentative Amt der Präsidentin des Partito Democratico gewählt, das sie bis April 2013 ausübte. 
Am 6. Mai 2008 wurde sie neben drei weiteren Kandidaten zur Vizepräsidentin der italienischen Abgeordnetenkammer gewählt. Im Oktober 2009 solidarisierten sich über 100 000 Italienerinnen in einer Unterschriftensammlung mit Rosy Bindi, nachdem die Linkskatholikin von Ministerpräsident Silvio Berlusconi in einer bekannten TV-Talkshow beleidigt worden war. Als Bindi Berlusconi in der Diskussionsrunde wegen seiner Regierungspolitik angriff, sagte dieser zu der äußerlich als eher unattraktiv geltenden Oppositionspolitikerin: „Wie ich sehe, Signora, sind Sie noch immer schöner als intelligent“, worauf sie antwortete „Sicher, Presidente, ich bin eine der Frauen, die nicht zu Ihrer Verfügung stehen“. In der Legislaturperiode von 2013 bis 2018 war Bindy Vorsitzende des gemeinsamen Anti-Mafia-Ausschusses beider Parlamentskammern. Zur Parlamentswahl 2018 trat sie nicht mehr an und schied folglich nach 24 Jahren (sechs Legislaturperioden) aus dem Abgeordnetenhaus aus.